# Alessandro Aimar
Alessandro Aimar (né le 5 juin 1967 à Milan) est un athlète italien, spécialiste du 400 mètres.

## Biographie
Il remporte la médaille de bronze du relais 4 × 400 m lors des Championnats du monde en salle 1991, à Séville, en compagnie de Marco Vaccari, Vito Petrella et Andrea Nuti. L'équipe d'Italie, qui établit le temps de 3 min 5 s 51, est devancée par l'Allemagne et les États-Unis. Il remporte, également comme relayeur, la médaille d'or lors des Jeux méditerranéens de 1991 à Athènes.
Il est en outre finaliste olympique en 1992, toujours avec le relais 4 x 400 mètres transalpin.

### Palmarès
| Date | Compétition                    | Lieu      | Résultat | Épreuve   |
| ---- | ------------------------------ | --------- | -------- | --------- |
| 1991 | Championnats du monde en salle | Séville   | 3e       | 4 × 400 m |
| 1991 | Jeux méditerranéens            | Athènes   | 1er      | 4 × 400 m |
| 1992 | Jeux olympiques                | Barcelone | 6e       | 4 × 400 m |
| 1994 | Championnats d'Europe          | Helsinki  | 4e       | 4 × 400 m |

### Records
| Épreuve | Épreuve   | Performance | Lieu       | Date            |
| ------- | --------- | ----------- | ---------- | --------------- |
| 400 m   | Plein air | 45 s 76     | Sestrières | 27 juillet 1993 |
| 400 m   | Salle     |             |            |                 |